# 川西市立多田中学校
川西市立多田中学校（かわにししりつ ただちゅうがっこう）は、兵庫県川西市新田2丁目にある公立中学校。

## 沿革
- 1947年（昭和22年）4月22日 - 川辺郡多田村立多田中学校として、川西市立多田小学校の敷地内に創立。
- 1954年（昭和29年）8月1日 - 川西市制の施行により、川西市立多田中学校となる。
- 1970年（昭和45年）5月20日 - 現在地へ移転。
- 1975年（昭和50年）4月1日 - 多田中学校より、川西市立清和台中学校が分離開校。
- 1977年（昭和52年）4月1日 - 多田中学校より、川西市立明峰中学校が分離開校。
- 1979年（昭和54年）4月1日 - 多田中学校より、川西市立緑台中学校が分離開校。

## 校歌
- 北里蘭作詞／馬渡覧作曲

## 部活動

### 運動部
- 野球部
- サッカー部
- ソフトテニス部
- バスケットボール部
- 陸上競技部
- 女子バレーボール部
- 卓球部
- 剣道部

### 文化部
- 吹奏楽部
- 美術部
- 総合文化部

## 校区
- 川西市立多田小学校
- 川西市立多田東小学校

## 著名な卒業生
- 西野亮廣（絵本作家、漫才コンビキングコング）- 1996年卒業